# Edouard Candeveau
Edouard Candeveau, švicarski veslač, * 11. februar 1898, 12. november 1989.
Candeveau je za Švico nastopil na Poletnih olimpijskih igrah 1920, 1924 ter 1928.
Leta 1920 je v dvojcu s krmarjem osvojil bron, leta 1924 je v isti disciplini osvojil zlato, na igrah 1928 pa je veslal v enojcu in na koncu končal na sedmem mestu. 